# Who Is It
"Who Is It" er en sang fra Michael Jacksons Dangerous-album fra 1991. Sangen er nummer ni på tracklisten og er lavet af Michael Jackson uden hjælp fra andre, hverken med hensyn til sangskrivning eller udførelse.
Sangen handler om, at Michael Jacksons kæreste har forladt ham, lige som han troede det ville vare evigt ('We made our vows'). Han vil vide, hvem hun har forladt ham til fordel for. Han ved, at det er en, han kender. Michael Jackson vil ikke blive rolig, før han får opklaret dette spørgsmål.
| Musik | Spire Denne musikartikel er en spire som bør udbygges. Du er velkommen til at hjælpe Wikipedia ved at udvide den. |